# Бульба Полікарп Васильович
Полікарп Васильович Бульба (10 лютого 1880 на Рівненщині — 29 липня 1944, Рівне) — бургомістр Рівного під час німецької окупації.

## Біографія
Полікарп Бульба був фармацевтом. 1914 р. заснував аптеку, через що мав проблеми з міським головою Е. П. Лебедзієвським.
На початку 1916 почав просувати комуністичні інтереси, за що був заарештований. У 1917 р. його звільняють із в'язниці та він продовжує працювати в своїй аптеці.
1929 рік Бульба починає просувати націонал-політичні інтереси, і з 1932 року співпрацює з польськими націоналістами.
1941 р., після захоплення м. Рівного Третім Рейхом, його назначають бургомістром.
1944 р. м. Рівне бере Червона Армія. Бульбі не вдаєтся втекти з міста. За офіційними документами НКВС СРСР, Полікарп Бульба був розстріляний 29.07.1944 в м. Рівне за зраду.